# 信越地方
信越地方（日语：／ Shin'etsu-chihō */?）指日本長野縣與新潟縣的總稱。名稱來自于令制国名中的信濃國・越後國，也包括旧佐渡國（佐渡島）。
有時與北陸地方（富山縣、石川縣、福井縣）並稱北信越地方（ほくしんえつ）或北陸信越地方。或與群馬縣並稱為上信越地方、與山梨縣並稱為甲信越地方。